# Piranha 3D
Piranha 3D (titlu original: Piranha 3D) este un film american de comedie de groază din 2010 regizat de Alexandre Aja. Rolurile principale au fost interpretate de actorii Elisabeth Shue, Steven R. McQueen și Adam Scott. Este o refacere a filmului lui Joe Dante Peștii ucigași (Piranha) din 1978.

## Prezentare
În timpul vacanței de primăvară pe Lacul Victoria, o stațiune populară la malul apei, un cutremur subteran eliberează în lac sute de piranha preistorice, carnivore. Șeriful Julie Forester trebuie să-și unească forțele cu o mână de străini – deși sunt mult depășiți numeric – pentru a distruge creaturile înainte ca toată lumea să devină hrană pentru pești.

## Distribuție
- Elisabeth Shue - Șerif Julie Forester
- Steven R. McQueen - Jake Forester
- Adam Scott - Novak
- Jerry O'Connell - Derrick Jones
- Jessica Szohr - Kelly
- Kelly Brook - Danni
- Riley Steele - Crystal
- Ving Rhames - Deputy Fallon
- Dina Meyer - Paula
- Christopher Lloyd - Carl Goodman
- Richard Dreyfuss - Matt Boyd
- Ricardo Chavira - Sam
- Paul Scheer - Andrew Cunningham
- Cody Longo - Todd Dupree
- Sage Ryan - Zane Forester
- Brooklynn Proulx - Laura Forester
- Devra Korwin - Mrs. Goodman